# Johann Samuel Sello
Johann Samuel Sello (getauft am 30. November 1724 in Berlin, Neue Kirche am Lindenmarkt (heute Gendarmenmarkt); † 12., 16. oder 17. April 1787 in Bornstedt) war ein Königlicher Hofgärtner in Rheinsberg und im Küchengarten, dem sogenannten Marlygarten, im Potsdamer Park Sanssouci.

## Leben und Wirken
Johann Samuel Sello wurde in Berlin als zweiter Sohn des Planteurs im Tiergarten Johann Justus Sello und der Rahel Güntsch (* 1735), einer Tochter des Bürgermeisters aus Liebenwalde Justus Samuel Güntsch (Jensch), geboren.
Seine gärtnerische Ausbildung erhielt er vermutlich bei seinem Vater im Berliner Tiergarten, dem die Wanderjahre durch Deutschland, Holland und Frankreich folgten. Nach seiner Rückkehr erhielt Sello die Stelle des Hofgärtners in Rheinsberg. Clemens Alexander Wimmer datiert die Anstellung auf 1736, die „Familienstiftung Hofgärtner Hermann Sello“ auf kaum früher als 1744/45.
1748 tauschte Sello das Amt in Rheinsberg mit Hofgärtner Johann Heinrich Müller, der zuvor im Küchengarten von Sanssouci tätig war. Mit der Hilfe von bis zu vierzehn Gartenarbeitern wurde die 3,4 Hektar große Fläche des bereits 1715 unter Friedrich Wilhelm I. vor den Toren Potsdams angelegten Nutzgartens bewirtschaftet. Nach einer Inventarliste von 1746 waren 328 Obstbäume vorhanden, daneben lagen Spargel- und Gemüseflächen, zwei Bohnenhäuser, ab 1763 ein Ananashaus mit Kanalheizung, ein hohes Treibhaus für Pfirsiche, Aprikosen und Pflaumen sowie zahlreiche Frühbeetkästen, unter anderem für Melonen, Gemüse und Kräuter. Die 215 Meter lange Nordwand des Gartens wurde verglast und zum Treiben von Pfirsichen, Aprikosen und Wein genutzt. Außerdem betreute Sello ein an der heutigen Stelle der Bildergalerie errichtetes Treibhaus und am Hang unterhalb des Hauses sechs je 89 Meter lange verglaste Stützmauern und Frühbeete für Melonen.

## Familie

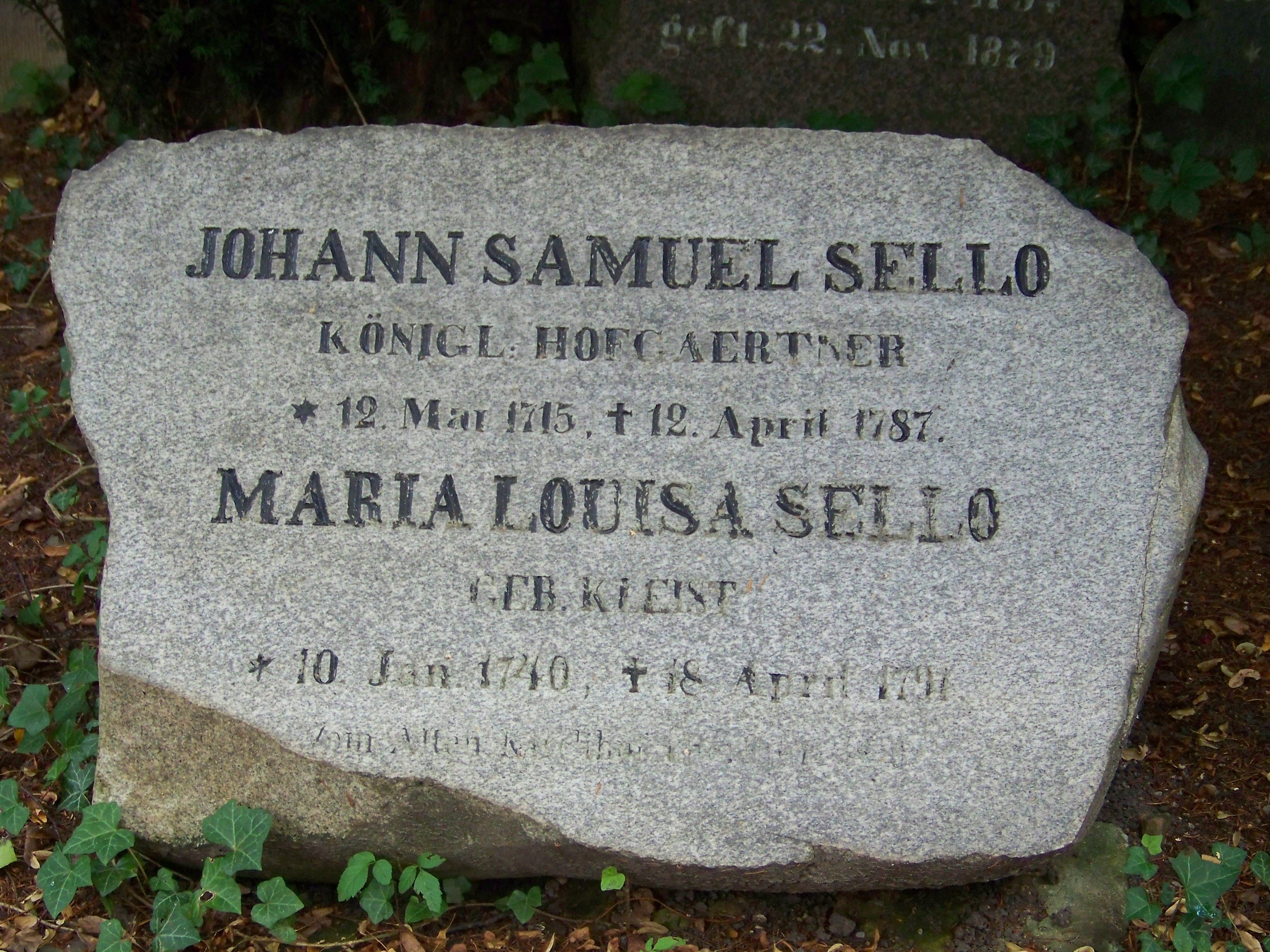
Grabstein auf dem „Sello-Friedhof“, Bornstedter Friedhof

Sello heiratete vermutlich 1753 Friederike Maria Goeritz. Nach ihrem Tod im Mai 1760 ging er am 18. März 1761 mit der verwitweten Maria Louisa Wulf, geborene Kleist (1740–1791), Tochter des Brauereibesitzers Christian Kleist, eine zweite Ehe ein. Von seinen insgesamt vierzehn Kindern wurde der 1757 in der ersten Ehe geborene Carl Julius Samuel sein Amtsnachfolger im Küchengarten von Sanssouci. Der 1775 geborene Christian Ludwig Samuel, genannt Louis, aus der zweiten Ehe, übernahm später das Hofgärtneramt in Caputh und anschließend im Terrassenrevier von Sanssouci.
Als Johann Samuel Sello 1787 starb, wurde er, wie auch seine beiden Ehefrauen, auf dem Bornstedter Friedhof beigesetzt. Der heutige Gedenkstein mit den falschen Lebensdaten kam erst 1910 auf den sogenannten „Sello-Friedhof“, den sein Enkel Hermann Sello 1844 für Familienmitglieder und Angehörige auf dem Bornstedter Friedhof angelegt hatte.